# Sabine Bergmann-Pohl
Sabine Bergmann-Pohl (geboortenaam Schulz) (Eisenach, 20 april 1946) is een Duits politica. Zij was het laatste staatshoofd van de Duitse Democratische Republiek (DDR).
Haar vader was arts. Van 1964 tot 1966 was zij laborante aan de Universiteit van Berlijn. Van 1972 tot 1980 volgde zij een opleiding tot medisch specialiste en daarna van 1980 tot 1985 als poliklinisch arts.
Bergmann-Pohl sloot zich in 1981 aan bij de Oost-Duitse Christlich-Demokratische Union Deutschlands (CDUD). Van 1987 tot 1990 was ze lid van het bestuur van de CDUD in het district Oost-Berlijn.
Na de val van het communistisch regime van de DDR in november-december 1989 werd ze lid van het regionaal bestuur van de CDUD van Oost-Berlijn. In maart 1990 werd zij voor de CDUD in de Volkskammer (parlement van de DDR) gekozen. Op 5 april 1990 werd zij tot president van de Volkskammer gekozen. Door een grondswetswijziging nam ze tegelijkertijd de functies van het DDR-staatshoofd waar.
Na de Duitse Hereniging (oktober 1990) was ze lid van het partijpresidium van de herenigde CDU en werd ze als minister zonder portefeuille in het Kabinet-Kohl III opgenomen. Van 1990 tot 2002 was ze lid van de Bondsdag en van 1991 tot 1998 was ze staatssecretaris van Volksgezondheid.
Johannes Dieckmann · Wilhelm Pieck · Walter Ulbricht · Friedrich Ebert jr. · Willi Stoph · Erich Honecker · Egon Krenz · Manfred Gerlach · Sabine Bergmann-Pohl
- CiNii: DA06603621
- Gemeinsame Normdatei: 118994700
- International Standard Name Identifier: 0000 0000 8372 1241
- Library of Congress Control Number: n91122122
- Virtual International Authority File: 35256786
- WorldCat: E39PBJtcFv4vThDrk9tjqjKGHC